# Mandevilla annulariifolia
Mandevilla annulariifolia är en oleanderväxtart som beskrevs av R. E. Woodson. Mandevilla annulariifolia ingår i släktet Mandevilla och familjen oleanderväxter. Inga underarter finns listade i Catalogue of Life.